# Francesco Zugno

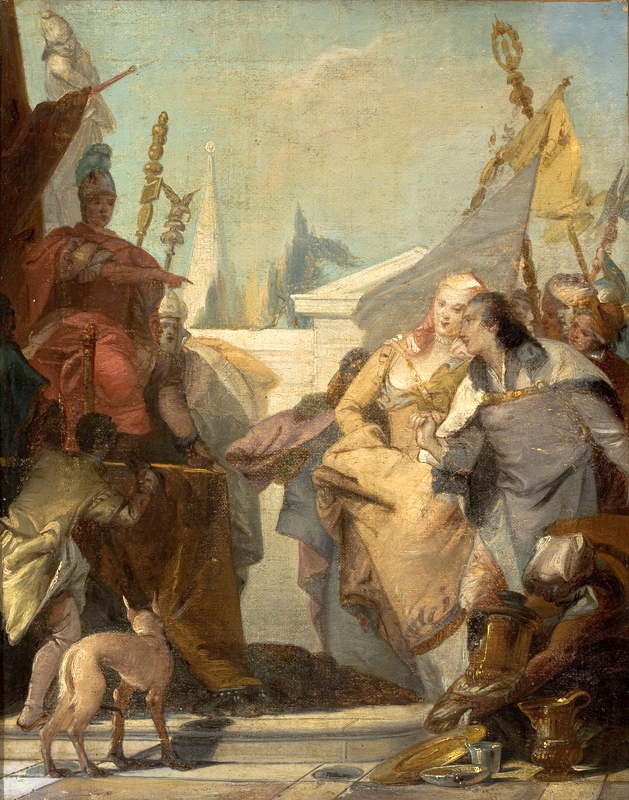
La Continenza di Scipione (c. 1750), Museo d'arte di San Paolo, San Paolo

Francesco Zugno (Venezia, 1709 – Venezia (?), 13 gennaio 1787) è stato un pittore italiano.

## Biografia
Francesco Zugno nacque a Venezia nel 1709 e probabilmente vi morì nel 1787. Gli Zugno sono un'antica famiglia veneziana. Non solo Francesco, ma anche Giambattista Zugno è stato pittore e nel XV secolo sembra che abbia affrescato il nuovo Palazzo Ducale. Il ramo bresciano degli Zugno annovera un Francesco Zugno (1574-1621) omonimo, che a volte è stato confuso con l'artista soggetto di questa voce.
Di Francesco Zugno abbiamo poche notizie biografiche. Pittore di successo, si formò presso l'Accademia di Pittura e Scultura di Venezia. Si sposò nel 1742, anno il cui realizzò gli affreschi nella chiesa di Fratta Polesine, nei pressi di Rovigo. Il pittore veneziano, Alessandro Longhi scrisse che Francesco Zugno era incline alla malinconia e alla solitudine.
Su consiglio di suo padre Faustin Zugno, entrò nello studio di Giambattista Tiepolo, intorno al 1730. Francesco aveva già una solida formazione pittorica e come discepolo del Tiepolo realizzò, tra il 1730 e il 1737, diverse opere pittoriche.
Successivamente ebbe la sua prima commissione, per dipinti nella chiesa e nel convento di San Lazzaro degli Armeni, a Venezia: si trattava di un lavoro piuttosto lungo e complesso che si protrasse la 1737 al 1740. Comprendeva le due pale di Sant'Antonio Abate e quella di San Gregorio che battezza il re gli Armeni con gli scomparti laterali che in quattordici ovali rappresentano il Martirio di san Gregorio Armeno oltre ad un'Ultima Cena (ora perduta), tre affreschi sul soffitto della biblioteca (Giudizio di santa Caterina d'Alessandria al centro affiancato dai due tondi con i Padri della Chiesa orientale e occidentale) e alcuni fregi a chiaroscuro sempre a fresco. In tutti questi dipinti affiora assieme all'imitazione del maestro Tiepolo qualche reminiscenza riccesca filtrata dl Pittoni nonché un'attenzione all'opera del condiscepolo Fontebasso.
Nell'estate del 1742 soggiornò a Fratta Polesine, ospite con la fresca moglie del conte Oroboni, per decorare a fresco il soffitto della parrocchiale dei Santi Pietro e Paolo. I tre comparti che presentano alcune scene dedicate ai santi titolari (la Consegna delle chiavi, i Martiri di san Pietro e san Paolo e la Gloria dei santi) rivelano una maggiore dimestichezza prospettica rispetto a quelli di San Lazzaro.

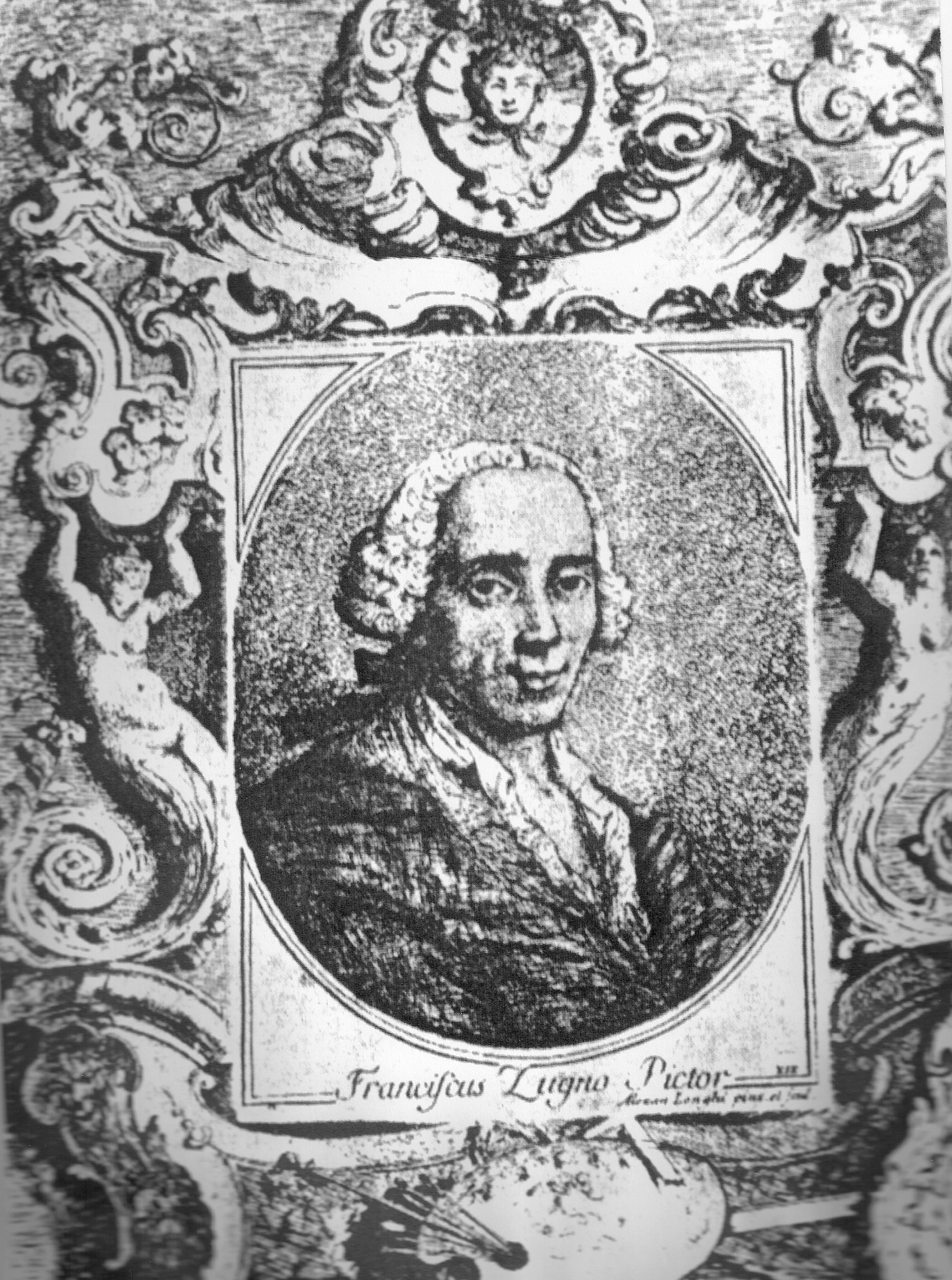
Ritratto di Francesco Zugno, incisione di Alessandro Longhi

Nel settembre 1776 fu nominato maestro all'Accademia di Venezia; ma già in ottobre Zugno lasciò l'insegnamento, a causa del cattivo stato della sua salute. In seguito a un'infezione da tubercolosi si spense all'età di settantanove anni, nella sua casa veneziana, in Calle della Rosa, nel San Cassiano. Fu sepolto il giorno seguente, nel cimitero parrocchiale.
Francesco Zugno, interprete dello stile rococò nei territori della Repubblica di Venezia, ha realizzato numerose opere, fra affreschi e tele, in Veneto, in Friuli e nel Bresciano. Suoi dipinti ad olio su tela e suoi disegni si trovano in molti musei e in collezioni private. Influenzato, agli inizi della sua carriera, da Giambattista Tiepolo e da Sebastiano Ricci, nell'ultima parte della sua vita si orientò verso uno stile contaminato da istanze neoclassiche. Col pittore di architetture Francesco Battaglioli ha collaborato alla realizzazione di dipinti, aggiungendo piccoli personaggi a tele dipinte con architetture.
Il pittore Giovanni Scajario (1726-1792) copiò sue opere, per interpretarne soprattutto l'espressione delle figure.

## Opere
Prime opere (1737-1746)
- Rosoni, affresco monocromo, estate 1737-1739, chiesa dei Gesuati (Santa Maria del Rosario), Venezia.
- Affreschi e dipinti, convento di San Lazzaro degli Armeni, Venezia.[10]
- Minerva, disegno a grafite, Museo di Belle Arti di Budapest.[11]
- Santa Cecilia, olio su tela, 1742, Museo Puškin delle belle arti, Mosca.
- San Tommaso d'Aquino, olio su tela, Musée des Beaux-Arts (Troyes).
- Affreschi, chiesa di Fratta Polesine (Rovigo).

Opere nella maturità (1747-1765)

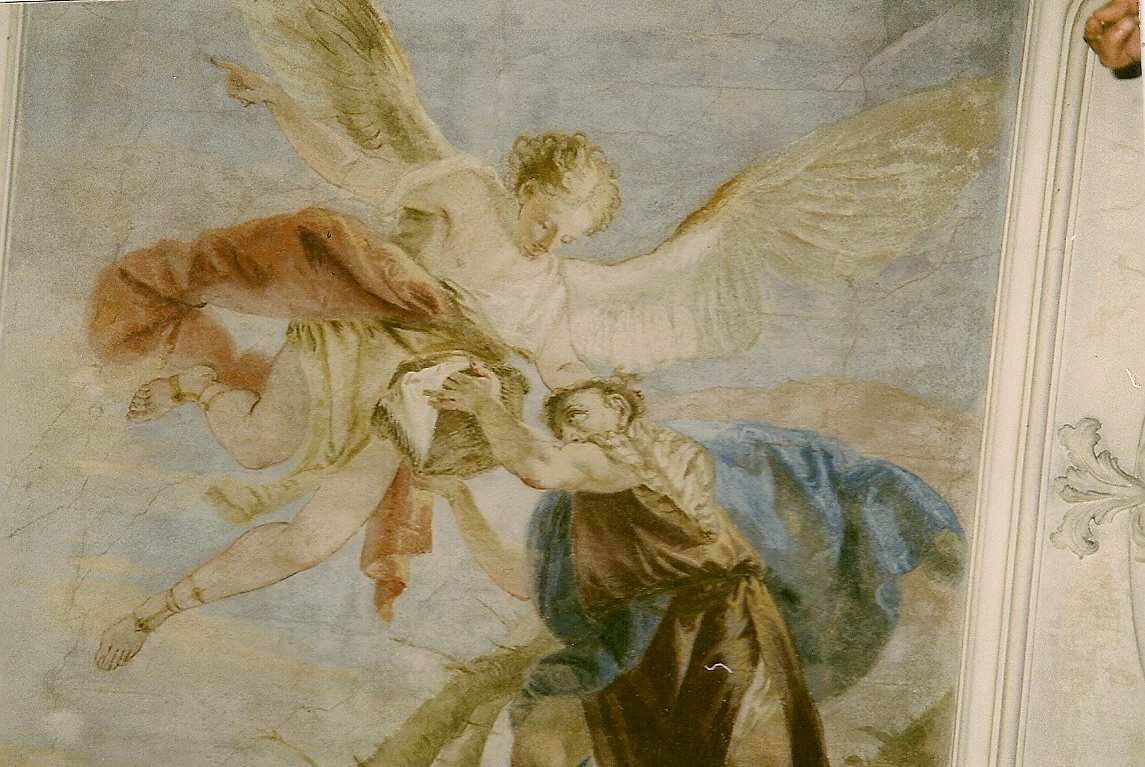
Abacuc e San Michele Arcangelo, affresco, 200x200 cm, Biblioteca del monastero di San Lazzaro degli Armeni, Venezia

- Papa Benedetto XI davanti all'Apoteosi del Santissimo Nome di Maria, olio su tela, 1747, Musei civici di Treviso.
- Glorificazione del santo Nome di Maria da parte di papa Innocenzo XI e del re di Polonia Giovanni Sobieski, 1747, Chiesa del Santo Nome di Maria, Vidor
- Allegoria del Buon Consiglio, olio su tela, Musée des Beaux-Arts (Strasburgo).[12]
- Allegoria, affresco, 1747-1750 circa, Palazzo Pisani a Santo Stefano, Venezia.
- Banchetto di Cleopatra, affreschi, Palazzo Labia, Venezia.[13]
- Sacra Famiglia e San Vincenzo de' Paoli, olio su tela, 1751, chiesa di Pocenia (Udine).
- Le anime del Purgatorio, olio su tela, 1751, duomo di San Vito al Tagliamento (Udine).
- Maria Vergine e san Giovanni Battista, olio su tela, 1751(?), Museo archeologico nazionale di Cividale del Friuli (Udine).
- Banchetto e la morte di Cleopatra, affreschi, 1754 villa Soderini, Nervesa della Battaglia, (Treviso).[14]
- Sbarco di Marco Antonio e Cleopatra, olio su tela, 1760, High Museum of Art, Atlanta.
- Sbarco di Marco Antonio e Cleopatra, olio su tela, Stadtische Gemaldegalerie, Wiesbaden.[15]
- La morte di Cleopatra, olio su tela, collezione privata, Ginevra.
- Cristo davanti a Ponzio Pilato, Deposizione di Gesù, olio su tela, 1755, stazioni I e XIV della Via Crucis, Chiesa di Santa Maria del Giglio o Zobenigo, Venezia.
- Ritrovamento di Mosè (1740), olio su tela, 1740, 53,7x80,7 cm, National Gallery, Londra.
- La continenza di Scipione, circa 1750, Museo d'arte di San Paolo, San Paolo del Brasile.

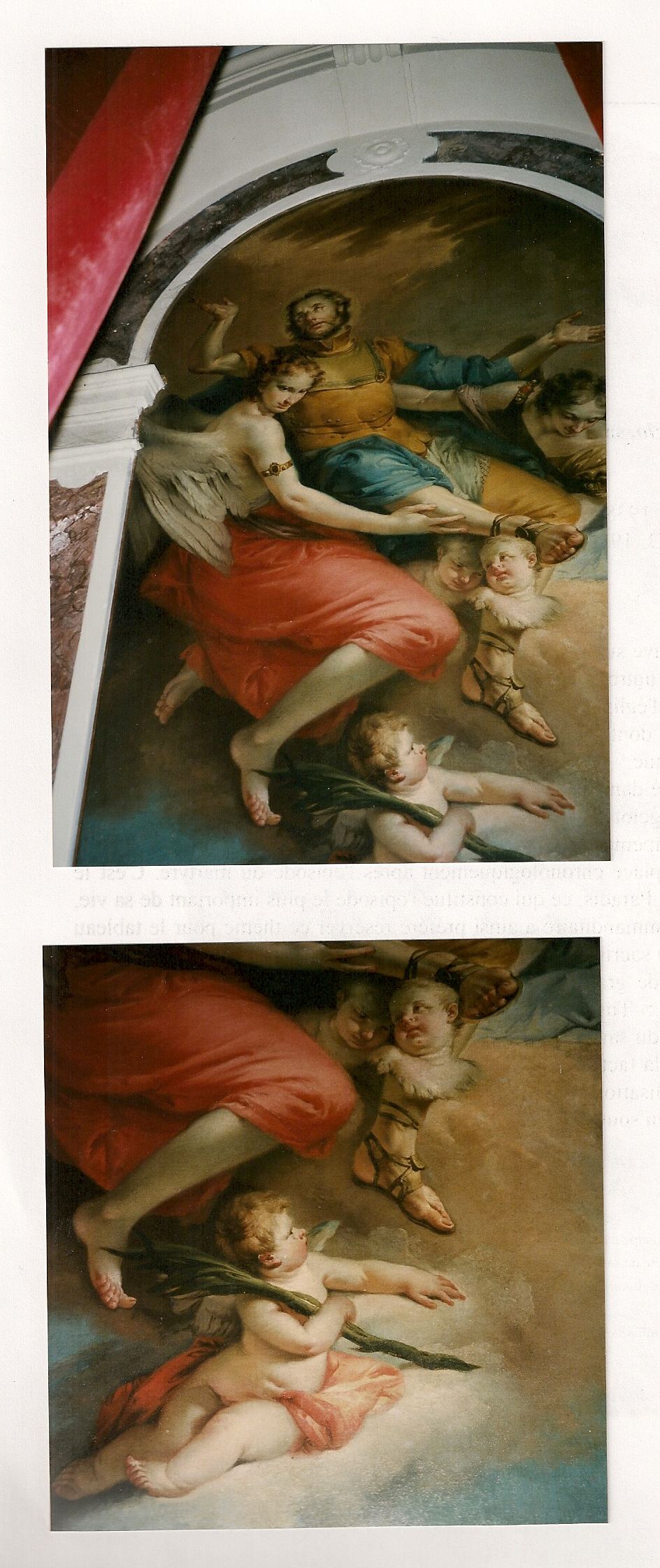
Francesco Zugno, Apoteosi di San Maurizio, circa 1761, sagrestia della chiesa di San Maurizio, Venezia

- La Fede, affresco, 1749 230×350 cm, chiesa di Ognissanti (Roncade), (Treviso).[16]
- La Pace e La Religione, affresco in monocromia, 1749, 2 ovali 80×100 cm, chiesa di Ognissanti, Roncade, (Treviso).
- Mosè, tela in monocromia, 1749, ovale 110×130 cm, chiesa di Ognissanti, Roncade, (Treviso).
- Re David, tela in monocromia, 1749, ovale 110×130 cm, chiesa di Ognissanti, Roncade, (Treviso).
- Visitazione della Beata Vergine Maria, tela, 1754 sagoma evoluta 200×160 cm, chiesa di Ognissanti Roncade, (Treviso).
- Annunciazione, tela, sagoma evoluta 200×160 cm, 1754, chiesa di Ognissanti, Roncade, (Treviso).
- Sacrificio di Melchisedec, tela, 1751, sagoma evoluta 360×200 cm, chiesa di Ognissanti, Roncade, (Treviso).
- Apoteosi di san Zeno di Verona, olio su tela, 29,3x55 cm, Fitzwilliam Museum, University of Cambridge.
- Madonna col Bambino e Santi, olio su tela, 118x68 cm, Ca' Rezzonico, Museo del Settecento Veneziano, Venezia.
- Santa Cecilia, olio su tela, 1742 circa, 54x28,5 cm, Ca' Rezzonico, Museo del Settecento Veneziano, Sala 10, Venezia
- Affreschi murali, Palazzo Capodilista, Padova.
- Apoteosi di San Maurizio, olio su tela, 1761, 262x123cm, sagrestia della chiesa di San Maurizio (Venezia).
- Gloria di Santa Margherita di Antiochia, pala d'altare, Oratorio di Santa Margherita di Antiochia, Padova.[17]
- Ritratto del Procuratore Daniele Dolfin, olio su tela, 233x160 cm, Pinacoteca della Fondazione Querini Stampalia, Venezia.
- Ritratto del Patriarca F M Giovanelli, olio su tela, 38x32 cm, Seminario Patriarcale, Venezia.
- Guarigione dei lebbrosi e Guarigione di un paralitico, due oli su tela, 300x170 cm, Santa Maria degli Angeli (Murano).
- Ciclo decorativo, 1761, chiesa di San Maurizio, Venezia (sagrestia).
- Verità, Amore e Psiche, soffitto ovale, palazzi cinesi, reggia di Oranienbaum Lomonosov, San Pietroburgo.
- Affreschi, Palazzo Muti Baglioni, Venezia.
- Ifigenia portata al tempio e Sacrificio di Ifigenia, olio su tela, 59x4 cm, Staatsgalerie, Augusta.
- Affreschi, 1764-1765, Palazzo Papafava dei Carraresi, Padova.
- Apollo e Dafne e Pan con siringa, olio su tela, 1762-1763 circa, 132x87 cm, due medaglioni ovali, Musei civici agli Eremitani, Padova.
- La presentazione dei Gracchi e la magnanimità di Scipione, olio su tela, 1765, 250x258 cm, Palazzo Labia, Venezia.
- San Nicola di Bari e Santi, pala d'altare, 120×210, chiesa di Ognissanti, Roncade, (Treviso).
- Cristo sotto la croce, tela, sagoma evoluta 125×160 cm, chiesa di Ognissanti, Roncade, (Treviso).

Opere della vecchiaia (1766-1775)
- Pasti Nabal e Davide Abigail, olio su tela, 1765-1770, 55x75cm, Ca 'Rezzonico, Venezia.[18]
- Sbarco di Marco Antonio e Cleopatra e Il bagno di Betsabea, olio su tela, 57x73 cm, collezione privata.[18]
- Decorazione ad affresco, chiesa di Istrana, (Treviso).
- Trionfo di Apollo e Musica e Scene galanti, Ridotto del Teatro Grande (Brescia).[19]
- Ritratto di dama, olio su tela, 47x36 cm, Accademia Carrara, Bergamo.
- Capricci, otto oli su tela, 1765-1770, ex collezione Italico Brass, Venezia.[20]
- Ragazzo con il flauto, olio su tela, 38,7x30,5 cm, Trinity College, Hartford.

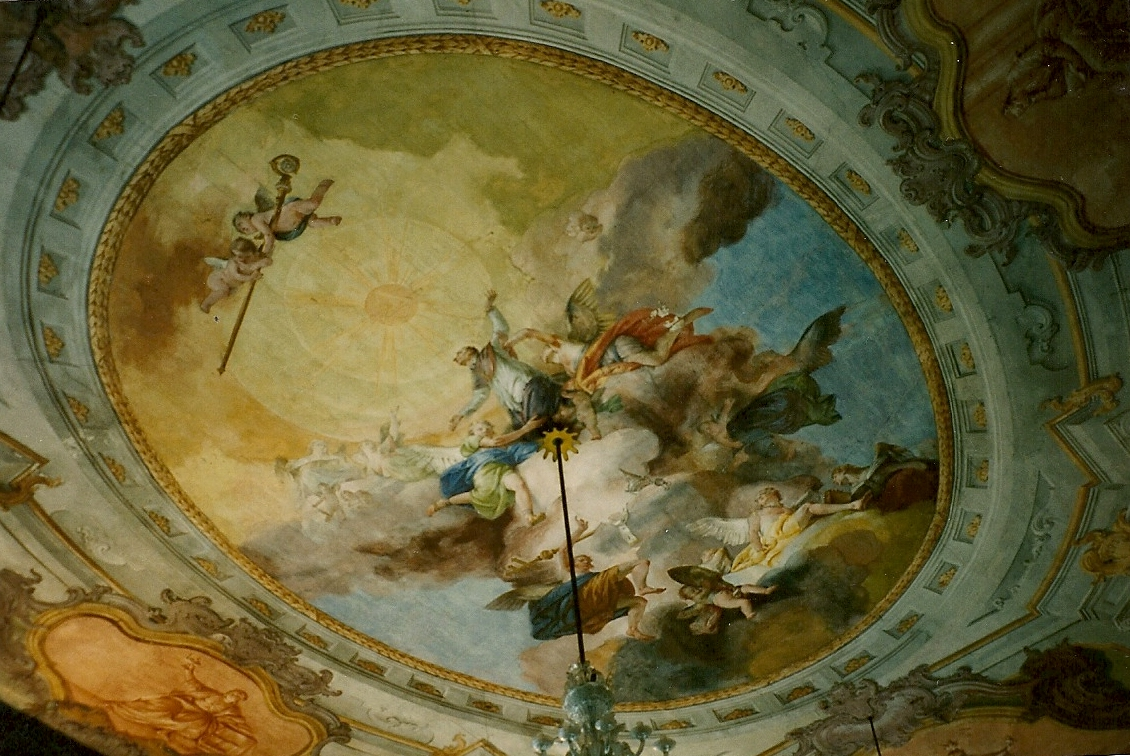
Apoteosi di San Lorenzo Giustiniani, affresco, 1773, Palazzo vescovile Giustiniani, Murano

- La modista, olio su tela, High Museum of Art, Atlanta.
- Il cantante, olio su tela, 50x50 cm, Pinacoteca di Brera, Milano.
- Presentazione al Tempio, olio su tela ad arco, circa 1771 242x 135 cm, sacrestia della chiesa di San Giacomo dall'Orio, Venezia.
- Dipinto, olio su tela, 1772, chiesa di Santo Spirito, Udine.
- Apoteosi di San Lorenzo Giustiniani, palazzo vescovile di Murano (Venezia).
- Affreschi, 1771-1773, chiesa di san Giovanni Battista, Istrana (Treviso).
- Adorazione dei pastori, olio su tela, 38x39 cm, ex Italico Brass Collection, Venezia.
- Nascita di Gesù e Trasfigurazione, affreschi, Chiesa di San Benedetto (Scorzè).
- Affreschi, chiesa di San Biagio, Santa Maria di Sala, frazione Caltana, (Venezia).
- Allegoria della Chiesa, affresco in monocromia, 1754, 120×220, chiesa di Ognissanti, Roncade, Treviso.

### Altre opere
- Dipinti, Museo diocesano (Brescia)
- Affreschi, Palazzo Mussato, Padova

## Galleria di dipinti di Francesco Zugno

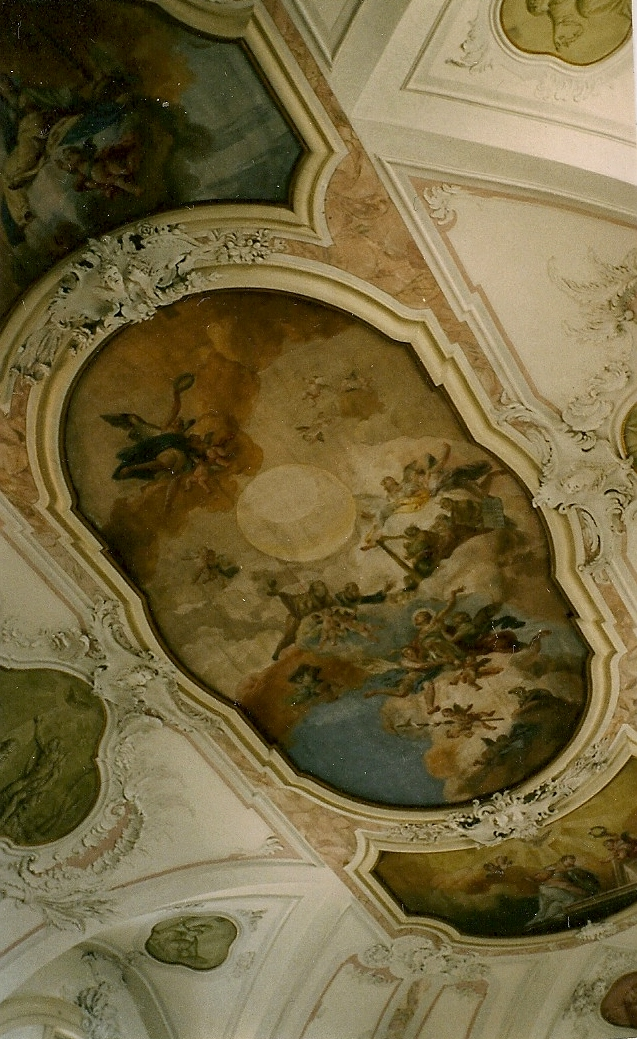
Affreschi, chiesa di Istrana, (Treviso)
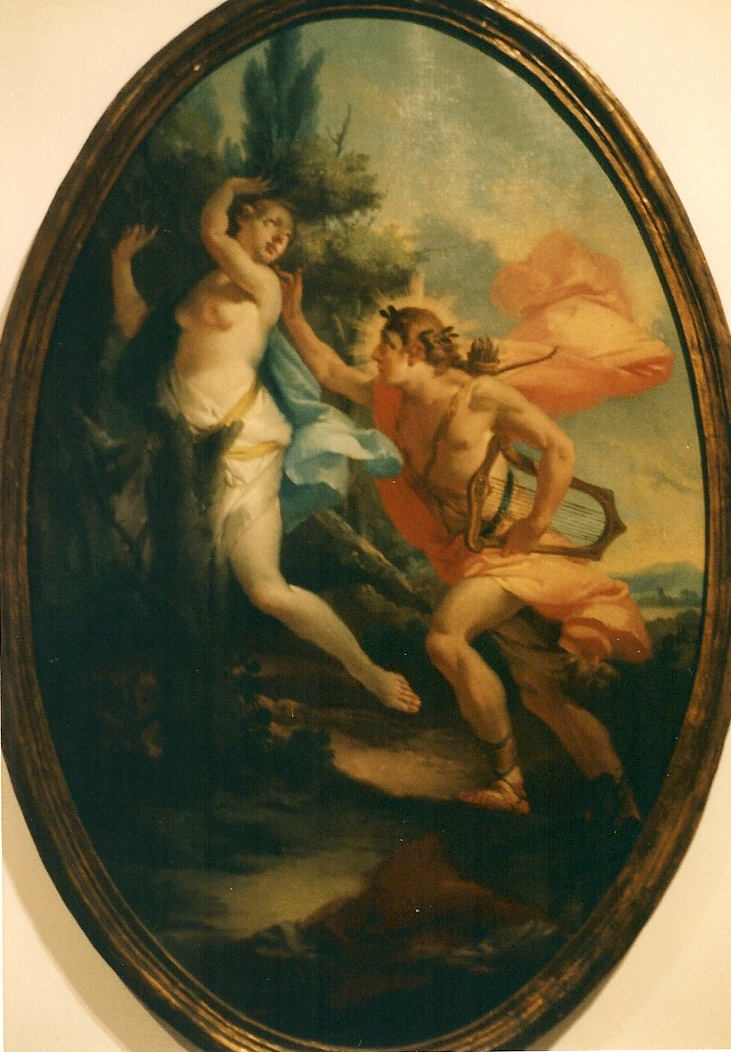
Apollo e Dafne, olio su tela, Musei Civici, Padova
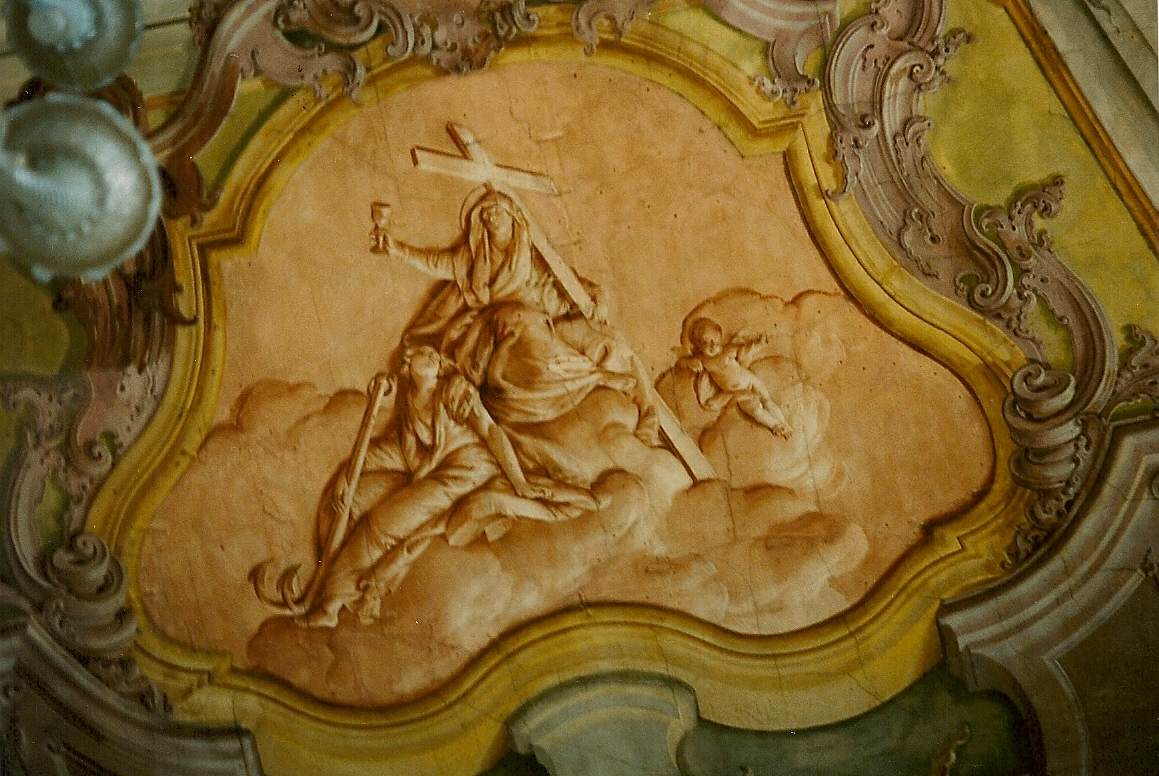
Allegoria della fede e della fiducia, 100x200 cm, palazzo episcopale Giustiniani, Murano
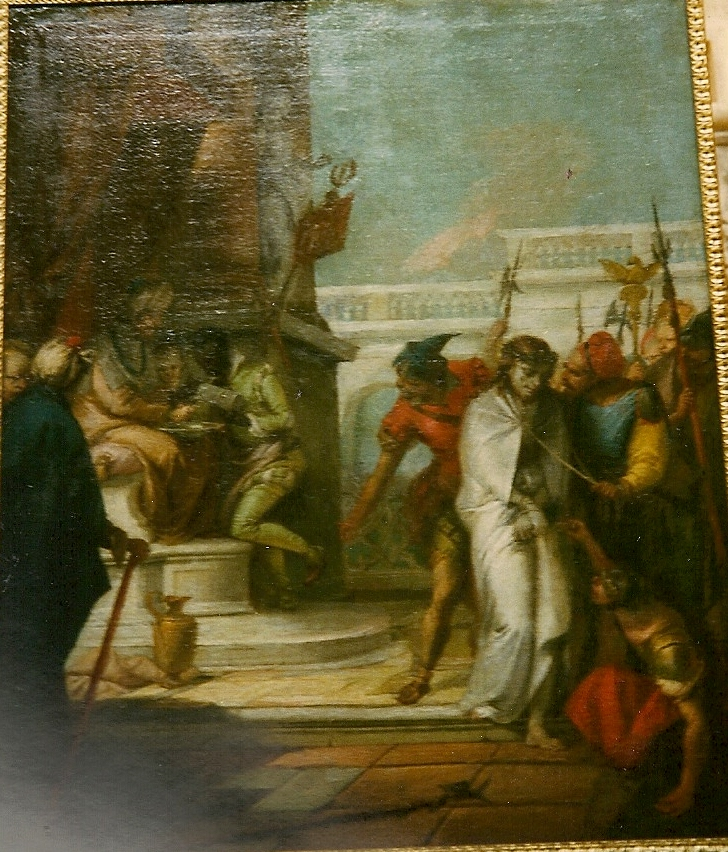
Cristo davanti a Pilato, olio su tela, 82x66 cm, chiesa Santa Maria del Giglio, Venezia
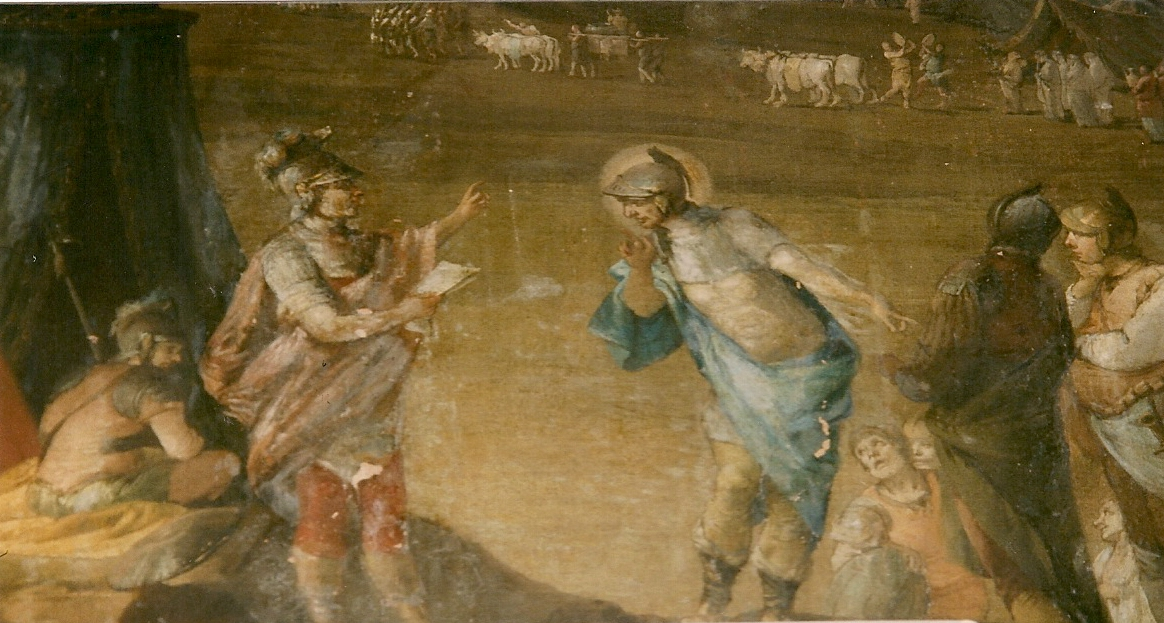
San Maurizio rifiuta di sacrificare agli dei (part.), olio su tela, 201x257 cm, chiesa di San Maurizio, Venezia
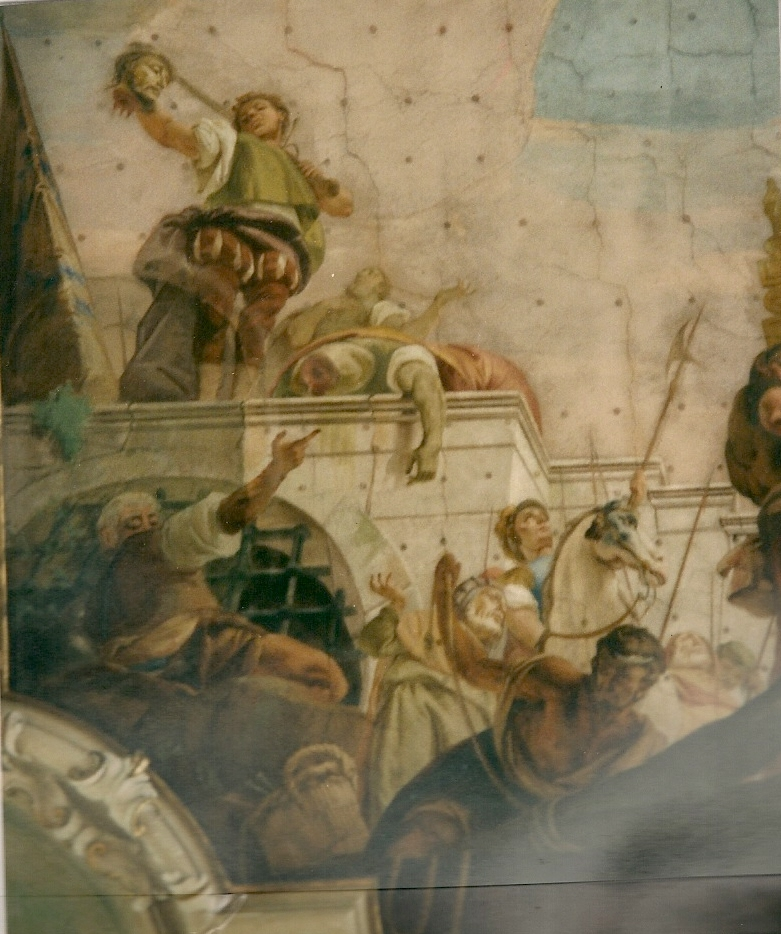
Martirio dei Santi Pietro e Paolo (part.), affresco, parrocchiale di Fratta Polesine
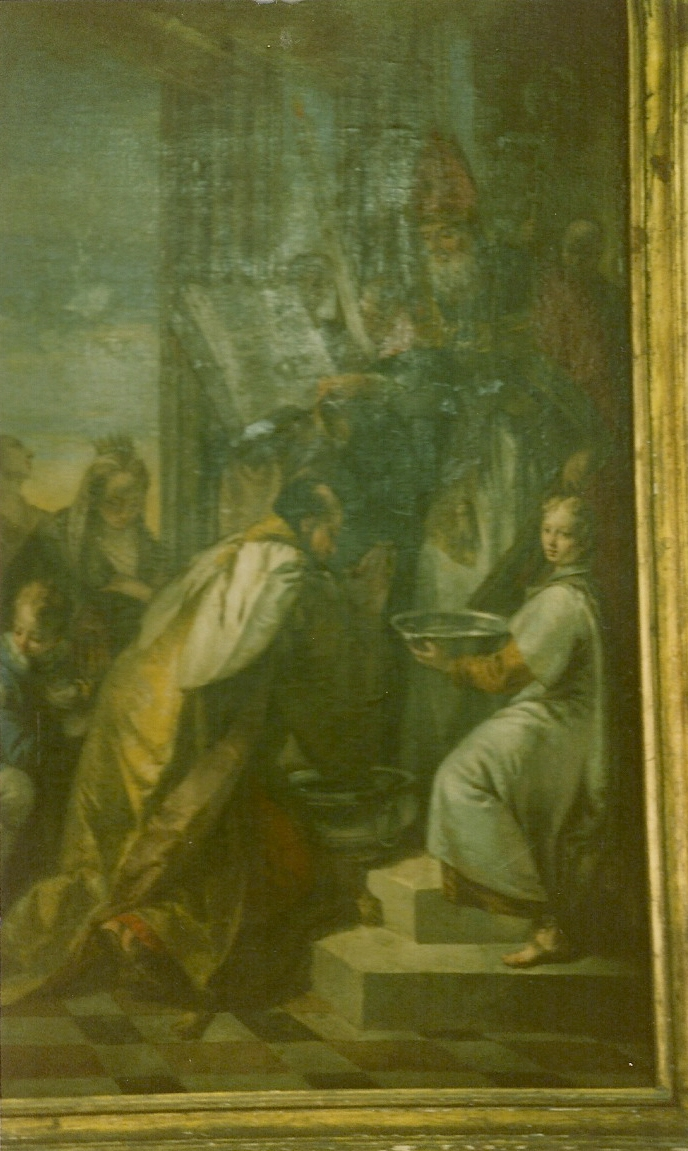
Gregorio battezza il re di Armenia, (part), olio su tela, 196x97 cm, Convento di San Lazzaro degli Armeni, Venezia
Trionfo di Apollo e Musica e scene galanti, Ridotto del Teatro Grande (Brescia).[19]